# پولتاوا ۲۹۸۳
سیارک ۲۹۸۳ (به انگلیسی: 2983 Poltava، نامگذاری:1981RW2) دو هزار و نهصد و هشتاد و سومین سیارک کشف شده‌است که در ۲ سپتامبر ۱۹۸۱ کشف شد.
قدر مطلق سیارک برابر ۱۱٫۲۰ است.